# Aspilota golovnini
Aspilota golovnini är en stekelart som beskrevs av Sergey A. Belokobylskij 2007. Aspilota golovnini ingår i släktet Aspilota och familjen bracksteklar. Inga underarter finns listade.